# رنارتسیتسه (استان اوپوله)
رنارتسیتسه (به لهستانی: Rynarcice) یک منطقهٔ مسکونی در لهستان است که در گمینا کورفانتوو واقع شده‌است.